# Naval Vessel Register

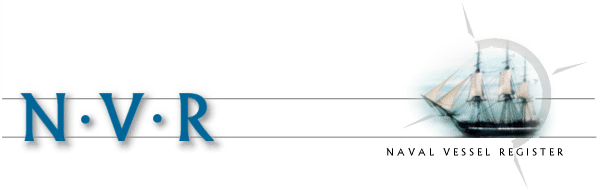
Logo NVR

Het Naval Vessel Register (NVR) is de officiële inventaris van schepen en onderhoudsvoertuigen in eigendom van, of in gebruik door de United States Navy. Het bevat informatie over schepen en onderhoudsvoertuigen waarin alles staat vanaf het moment van bestellen, gedurende zijn leven tot aan de afdanking. Het bevat ook de schepen die wel uit het register verwijderd zijn, (vaak aangeduid met de term struck of stricken), maar die die niet afgedankt zijn door verkoop, overdracht naar een andere regering of andere manieren. Schepen en onderhoudsvoertuigen afgedankt vóór 1987 zijn momenteel nog niet ingevoegd, maar deze data wordt langzaamaan ook toegevoegd, samen met andere updates. 
De oorsprong van het NVR gaat terug naar de jaren 1880, toen het evolueerde uit verscheidene andere publicaties. In 1911 publiceerde het Bureau of Construction en Repair het "Ships Data US Naval Vessels", dat het "Ships Data Book" werd in 1952 onder het Bureau of Ships. Het "Vessel Register" van het Bureau of Ordance, voor het eerst uitgebracht in 1942 en hertiteld "Naval Vessel Register", werd gecombineerd met de "Ship Data Book" onder het Bureau of Ships in 1959. Het NVR is onderhouden en gepubliceerd door NAVSHIPSO sinds 1962.
Schepen worden in het NVR geregistreerd wanneer de classificatie en rompnummer(s) zijn toegekend aan schepen, geautoriseerd om gebouwd te worden door de president van de Verenigde Staten, of als de Chief of Naval Operations vraagt om indienststelling of herindienststelling van schepen, als toegestaan door de Secretary of the Navy. Eenmaal geregistreerd, blijft het schip zijn gehele levensloop in het NVR als een bezitting van de Navy. Daarna wordt zijn uiteindelijke afdanking genoteerd. 
Het NVR is nu alleen beschikbaar in elektronische vorm. Het is beschikbaar op het internet, en wordt elke week geactualiseerd. Jaarlijks worden meer dan 6.500 wijzigingen doorgevoerd, allemaal ondersteund door officiële documentatie. Enkele van de onderwerpen gepubliceerd in het NVR zijn scheepsklasse, vloottoewijzing, naam, leeftijd, thuishaven, karakteristieken van de rompen machines, oorlogsinzet, etc. 